# Tatiana Ivanova
Tatiana Ivanova (n. 16 februarie 1991, Ciusovoi, RSFS Rusă, URSS) este o sportivă ce a reprezentat Rusia, medaliată olimpică. A participat la 2 ediții ale Jocurilor Olimpice (2010, 2014) în care a câștigat o medalie de argint.